# Clube de Futebol „Os Balantas“
Der Clube de Futebol „Os Balantas“, meist nur CF Os Balantas, ist ein Sportverein aus der guinea-bissauischen Stadt Mansôa. Er ist besonders für seine Fußballmannschaft bekannt.

## Geschichte
Der Verein wurde am 18. September 1946 in der damaligen portugiesischen Kolonie Portugiesisch-Guinea als Filialverein Nr. 13 des portugiesischen Clube de Futebol Os Belenenses gegründet. Die Namensvariante wurde unter Bezugnahme auf die in Mansôa vorherrschende Ethnie der Balantas gewählt.
Seit der 1960 erstmals ausgespielten landesweiten Meisterschaft in Guinea-Bissau gewann der Klub alle Meistertitel. Nach der Unabhängigkeit Guinea-Bissaus 1974 gründete der Verein sich neu und konnte 1975 gleich die erste neugegründete Landesmeisterschaft Campeonato Nacional da Guiné-Bissau gewinnen. Danach wurde der Klub drei weitere Male Meister (Stand 2017).
Den Landespokal Taça Nacional da Guiné-Bissau konnte der Klub bisher nicht gewinnen, dagegen errang er 2006 und 2013 den Supercup des Landes, die Super Taça Nacional (Stand 2017).
Der CF Os Balantas nahm erstmals am African Cup of Champions Clubs 1976 teil, dem afrikanischen Pokalwettbewerb der Pokalsieger, schied jedoch schon in der ersten Runde gegen den ASC Diaraf aus dem Senegal aus. Auch bei der CAF Champions League 2007 und 2014 war der Klub vertreten und kam beide Male ebenfalls nicht über die erste Runde hinaus.

## Erfolge
- Guineabissauische Meisterschaft:
  - 1975, 2006, 2009, 2013 (4 Titel, dazu sechs Titel vor der Unabhängigkeit)
- Guineabissauischer Supercup:
  - 2006, 2013